# Dactylopsila
Dactylopsila és un gènere de marsupials de la família dels petàurids.
Conté les següents quatre espècies:
- Pòssum cuagròs, Dactylopsila megalura
- Pòssum de dits llargs, Dactylopsila palpator
- Pòssum ratllat de l'illa Fergusson, Dactylopsila tatei
- Pòssum ratllat comú, Dactylopsila trivirgata